# لوكاس سيلفا (لاعب كرة قدم مواليد 1984)
لوكاس سيلفا (بالبرتغالية: Lucas Antônio Silva de Oliveira‏) (26 أغسطس 1984 في البرازيل - ) هو لاعب كرة قدم برازيلي في مركز الوسط. لعب مع بوتافوغو ريغاتاس وكروز آزول ونادي باتشوكا ونادي بويبلا ونادي تولوكا ونادي مونتيري وتيبورونيس روخوس دي فيراكروز وDelfines de Coatzacoalcos ‏ ودورادوس سينالوا ونادي كوريكامينوس ‏ وطوروس نيزا ونادي أولاريا أتلتيكو واستوديانتس دي التاميرا ‏ ونادي فيلا ريو.

## وصلات خارجية
- لوكاس سيلفا (لاعب كرة قدم) على موقع الاتحاد الدولي (مؤرشف)  (الإنجليزية)
- لوكاس سيلفا (لاعب كرة قدم) على موقع قاعدة بيانات كرة القدم.إي يو (الإنجليزية)
- لوكاس سيلفا (لاعب كرة قدم) على موقع Soccerway.com (الإنجليزية)